# Linguine

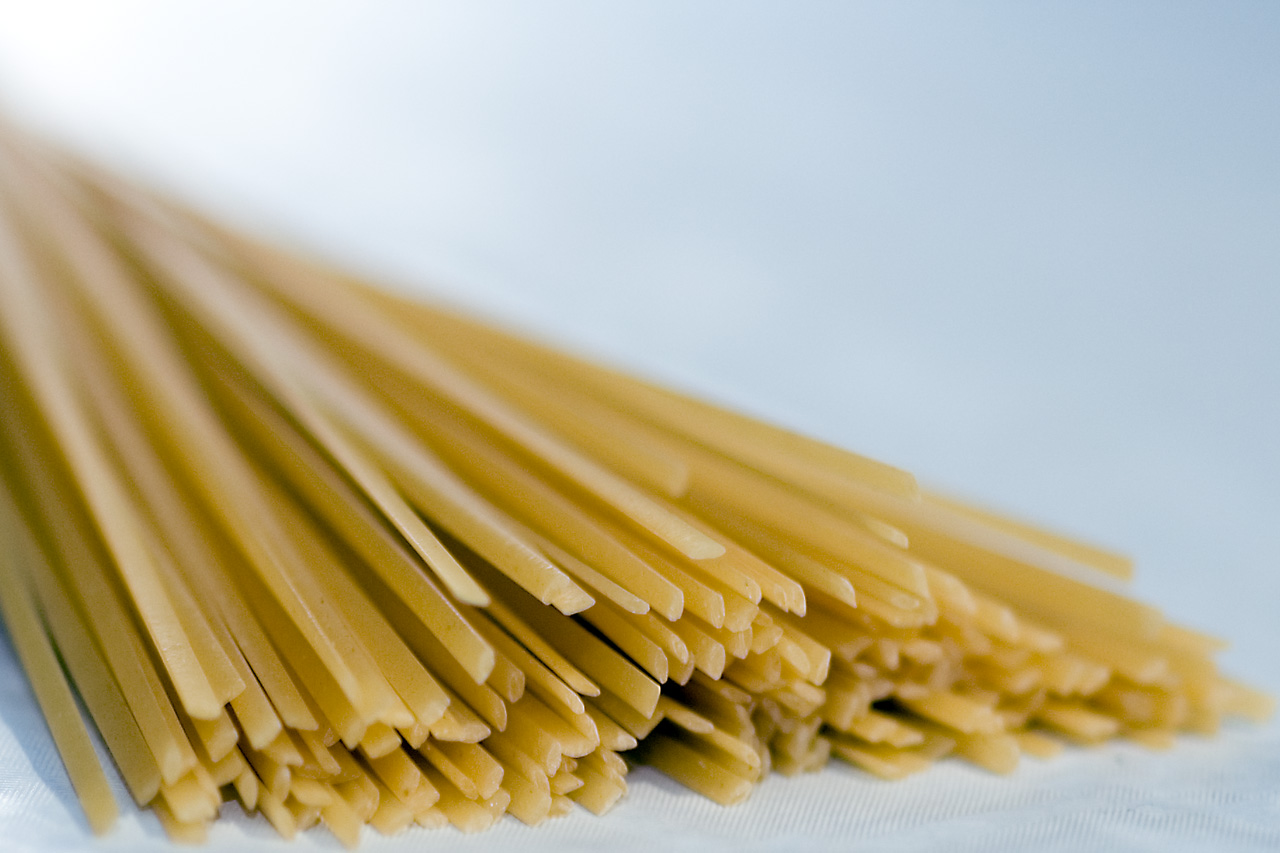
Linguine cruas

Linguíni (linguine) são tiras de massa alimentícia finas e achatadas, com origem em Génova. Têm uma espessura de 4 mm, entre a do esparguete e a do tagliatelle, e com o mesmo comprimento que estas massas. Linguine significa “pequenas línguas” em italiano.